# Tranemo (comune)
Tranemo è un comune svedese di 11 593 abitanti, situato nella contea di Västra Götaland. Il suo capoluogo è la cittadina omonima.

## Località
Nel territorio comunale sono comprese le seguenti aree urbane (tätort):
- Ambjörnarp
- Dalstorp
- Grimsås
- Länghem
- Limmared
- Ljungsarp
- Rosenlund
- Sjötofta
- Tranemo
- Uddebo